# Patagonica bahiensis
Patagonica bahiensis là loài thực vật có hoa trong họ Mồ hôi. Loài này được (Moric.) Kuntze mô tả khoa học đầu tiên năm 1891.